# Margret Birkenfeld

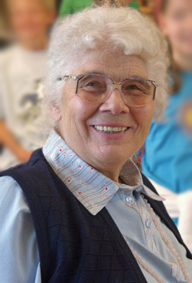
Margret Birkenfeld (Foto undatiert)

Margarete „Margret“ Birkenfeld (* 19. September 1926 in Bochum; † 3. Mai 2019 in Wetzlar) war eine deutsche Musikerin und Komponistin. Durch ihre intensive musikalische Arbeit mit Kindern wurde sie auch als Tante Margret bzw. Ta-Ma bekannt.

## Leben und Werk
In Bochum geboren, wuchs Margret Birkenfeld neben drei Geschwistern in Dortmund auf, wo sie von 1934 bis 1961 lebte. Nach Abschluss ihres Musikstudiums in Dortmund begann sie 1948 zunächst eine Lehrtätigkeit für Violine und Blockflöte am Konservatorium in Witten. 1961 trat sie in den christlichen Buch- und Schallplattenverlag Hermann Schulte in Wetzlar ein und leitete hier bis zu ihrem Ruhestand 1988 die Musikabteilung. In dieser Zeit gab sie 13 Liederbücher für Erwachsene und Kinder heraus. Unter ihrer Leitung wurden mehr als 600 Schallplatten aufgenommen, davon etwa 160 für Kinder.
Vor allem durch ihre Arbeit mit den Wetzlarer Chören sowie ihr kompositorisches Werk – insbesondere für Kinder – verschaffte sie sich einen bleibenden Namen in der christlichen Musikszene. So nahmen Sängerinnen und Sänger wie Helga Becker, Kinderstar Christiane, Popmusikerin Hella Heizmann, Rocker Samuel Harfst, Liedermacherin Christiane Loh oder Indie-Singer-Songwriterin Stina ihre musikalischen Anfänge in der Kinder- und Jugendchorarbeit von Margret Birkenfeld.
Birkenfeld rief mehrere Singewochen ins Leben, darunter die noch immer stattfindende Reher Singwoche des Christlichen Gästezentrums in Rehe (Westerwald). Bis 2010 leitete sie den Gemischten Chor der Freien evangelischen Gemeinde Dillenburg-Oberscheld, in der sie Mitglied war.

### Wetzlarer Chöre
Zunächst übernahm Birkenfeld die Leitung des Wetzlarer Kinderchors. Zuvor betreut von Organist Peter van Woerden und Ruth Frey, arbeitete nun „Tante Margret“, wie sie von den Kindern genannt wurde, in den ersten Jahren sehr eng mit Peter van Woerden zusammen. Als dieser Anfang der 1970er Jahre für mehrere Jahre mit seiner Familie nach Israel ging, produzierte sie mit Schwimm mit gegen den Strom ihre erste eigene Platte. Neben dem Kinderchor schuf sie für besonders junge Sänger im Vorschulalter das „Spatzenvolk“, das später in Wetzlarer Kükenchor umgetauft wurde. Zahlreiche Aufnahmen mit ihren Kinderchören über Jahrzehnte hinweg sowie die Sendung „Wir singen miteinander“ im Evangeliums-Rundfunk haben die christliche Kindermusik bis heute geprägt.
Mitte der 1960er Jahre gründete Birkenfeld den Wetzlarer Evangeliumschor, der sich mit seinen Aufnahmen sowie Konzertreisen bald einen Namen machte, bis er Ende der 1970er Jahre mit dem ersten ERF Studiochor zusammengelegt wurde und fortan unter dem Namen Jubilate-Chor unter der Leitung von Wilfried Mann auftrat.
Mit Heranwachsen der Sänger aus ihrem Kinderchor entstand der Wetzlarer Mädchenchor aus gereiften Stimmen der älteren Sängerinnen. Als die Jungen nach erfolgreichem Stimmwechsel in den Chor zurückkehrten, formierte sich schließlich der Wetzlarer Jugendchor.
Für besondere Projekte scharte Margret Birkenfeld regelmäßig den Wetzlarer Studiochor um sich. Seine Besetzung ergab sich aus den besten Sängern des Wetzlarer Evangeliumschors bzw. später des Wetzlarer Jugendchors sowie bekannten Solisten und befreundeten Musikern.
Heute setzen die Wetzlarer Chöre, wenn auch unter anderen Namen und anderen musikalischen Leitern, immer noch Akzente in der christlichen Musik. Der Wetzlarer Kükenchor und der Wetzlarer Kinderchor sind nun eine Chorgemeinschaft und nennen sich Sunshine Kids. Die Leitung gab Margret Birkenfeld an Gesangspädagogin Konny Cramer weiter. Als nachfolgender Leiter der Musikabteilung bei Gerth Medien übernahm Jochen Rieger die Leitung der „erwachsenen“ Chöre. Der Wetzlarer Jugendchor teilte sich später in die Perspektiven sowie den Schulte & Gerth Studiochor auf. Der im Klang reifere Wetzlarer Studiochor wurde so jugendlicher und mit Projekten wie Lebendige Psalmen als Instrument für die Jugendchorbewegung tauglich.

### Lieder
Seit Ende der 1960er Jahre komponierte Margret Birkenfeld Lieder für Kinder und Erwachsene. Vor allem ihre Kinderlieder für das Vorschulalter erfreuen sich großer Beliebtheit und finden Verwendung in Kindergärten. Außerdem komponierte Margret Birkenfeld einige kleine Kantaten, Motetten und Musicals.
Zu den bekanntesten Liedern gehören:
- Zeit ist Gnade
- Ja, Gott hat alle Kinder lieb
- Lasst uns danken statt zu klagen
- Schmecket und sehet
- Sei ein lebendger Fisch
- Das ist ein köstlich Ding
- Wo ist denn mein Teddy
- Mit Jesus leben, das ist Freude
- Lobe den Herrn, meine Seele
- Die Nachtigall
- Gott hat unsre Erde schön gemacht
- Herr, du bist die Liebe
- Ein kleines, wildes Schäfchen
- Wir wissen nicht den Tag noch die Stunde
- Für mich gingst du nach Golgatha

## Diskografie

### Alben von Margret Birkenfeld mit ihren Wetzlarer Chören

#### Kinderprojekte mit demWetzlarer KinderchorundWetzlarer Kükenchor

##### Onkel Peters Kinderstunde
Margret Birkenfelds erste Produktionen geschahen in Zusammenarbeit mit Peter van Woerden. In der Reihe Onkel Peters Kinderstunde simulierte dieser mit den Sängern der Wetzlarer Kinderchöre einen Kindergottesdienst. Neben dem typischen Dialog zwischen der Kinderversammlung und „Onkel Peter“ wurden biblische Geschichten, Hörszenen und Lieder eingespielt.

##### Dr. Thiessen erzählt
Nachdem bereits im Rahmen der Reihe Onkel Peters Kinderstunde zwei Konzepte mit dem Urwaldmissionar John Thiessen als Gast erschienen waren, veröffentlichte dieser in Kollaboration mit Margret Birkenfeld und den Wetzlarer Kinderchören ab 1970 eigene Hörproduktionen in der Serie Unterwegs mit Dr. Thiessen (später: Dr. Thiessen erzählt), in denen er von seinen exotischen Erlebnissen berichtet und Urwaldgeräusche sowie Tierlaute selbst nachahmt.

##### Selbststehende Musikkonzepte und Alben
Das Konzept, Musik mit Geschichten und Dialogen zu verbinden, wurde von Margret Birkenfeld für ihre Kinderproduktionen weitestgehend beibehalten. Im Folgenden sind sämtliche Langspielplatten bzw. später MC- und CD-Produktionen gelistet.
| Jahr | Titel                                                                                                | Mitwirkende Interpreten                                                                                     | Format     | Anmerkung                                                                                 |
| ---- | --- | --- | ---------- | ----------------------------------------------------------------------------------------- |
| 197? | Sing mit uns!                                                                                        | Wetzlarer Kükenchor Wetzlarer Kinderchor                                                                    | LP 33.612  | Wiederauflage unter verändertem Titel Wir sind des Heilands Himmelsblumen                 |
| 197? | Wir singen und spielen dem Heiland zur Ehr                                                           | Wetzlarer Kinderchor                                                                                        | LP 33.612  |                                                                                           |
| 196? | Annette, Klaus und Sabine                                                                            | Wetzlarer Kinderchor                                                                                        | LP 33.613  |                                                                                           |
| 1972 | David – Flüchtling, Bandenführer, Psalmsänger                                                        | 1 Siegfried Fietz; 2 Wetzlarer Kinderchor                                                                   | LP 33.620  |                                                                                           |
| 1973 | Schwimm mit gegen den Strom                                                                          | 1 Wetzlarer Kükenchor; 2 Wetzlarer Kinderchor                                                               | LP 33.621  | Erstes selbstkonzipiertes Album von Margret Birkenfeld                                    |
| 1975 | Und fröhlich geh ich durch den Tag Lieder und Geschichten                                            | 1 Wetzlarer Kükenchor; 2 Wetzlarer Kinderchor; 3 Wetzlarer Mädchenchor                                      | LP 33.624  |                                                                                           |
| 1975 | Wir wollen Fackelträger sein                                                                         | 1 Wetzlarer Kinderchor; 2 Wetzlarer Mädchenchor                                                             | LP 33.625  |                                                                                           |
| 1976 | Lazarus, komm heraus! Lieder, Geschichten und eine Kantate                                           | 1 Wilfried Mann; 2 Wetzlarer Kinderchor; 3Wetzlarer Mädchenchor                                             | LP 33.626  |                                                                                           |
| 1976 | Freude ist im Himmel Lieder und Geschichten vom Verlieren und Wiederfinden                           | Wetzlarer Kükenchor; Wetzlarer Kinderchor; Wetzlarer Mädchenchor                                            | LP 33.628  |                                                                                           |
| 1977 | Fischen verboten! Lieder und Geschichten                                                             | Wetzlarer Kükenchor; Wetzlarer Kinderchor; Wetzlarer Mädchenchor                                            | LP 33.629  |                                                                                           |
| 1978 | Danke für alles Lieder und Geschichten                                                               | Wetzlarer Kükenchor; Wetzlarer Kinderchor                                                                   | LP 33.630  | Mit: Joni Eareckson Tada                                                                  |
| 1979 | Nimm die Freude mit                                                                                  | Wetzlarer Kükenchor; Wetzlarer Kinderchor                                                                   | LP 33.633  | Neuauflage als CD 2005, erweitert um mehrere Zweitverwertungstitel, unter Nr. 939.796     |
| 1980 | Kommt und seht: Das Grab ist leer! Kleine Passion für Kinder                                         | Wetzlarer Kükenchor; Wetzlarer Kinderchor                                                                   | LP 33.634  |                                                                                           |
| 1980 | Jeder soll es wissen                                                                                 | Wetzlarer Kinderchor                                                                                        | LP 33.635  |                                                                                           |
| 1980 | Die bunte Liederkiste                                                                                | 1 Jan Vering; 2 Wetzlarer Kükenchor; 3 Wetzlarer Kinderchor; 4 Wetzlarer Mädchenchor                        | LP 33.636  | Album beinhaltet teilweise *Titel in Zweitverwertung                                      |
| 1982 | Abraham, der Freund Gottes Musical von Markus Hottiger                                               | Wetzlarer Kinderchor                                                                                        | LP 33.641  | Deutsche Originaladaption des schweizerdeutschen Werkes                                   |
| 1982 | Wir singen miteinander                                                                               | 1 Wetzlarer Kükenchor; 2 Wetzlarer Kinderchor                                                               | LP 33.644  |                                                                                           |
| 1983 | Grünes Licht für alle Erlebnisse beim Jungscharausflug                                               | Wetzlarer Kinderchor; Wetzlarer Mädchenchor; Wetzlarer Kükenchor                                            | LP 33.645  |                                                                                           |
| 1984 | Schön ist der Tag Der Wetzlarer Kinderchor mit Liedern und Geschichten von und mit Eckart zur Nieden | Wetzlarer Kükenchor; Wetzlarer Kinderchor                                                                   | LP 33.649  |                                                                                           |
| 1985 | In Peters Garten steht ein kleiner Baum Lieder und Geschichten                                       | Wetzlarer Kükenchor; Wetzlarer Kinderchor                                                                   | LP 33.651  |                                                                                           |
| 1985 | Auf dem Weg nach Bethlehem Singspiel von Markus Hottiger                                             | Wetzlarer Kinderchor                                                                                        | LP 33.652  | Deutsche Originaladaption des schweizerdeutschen Werkes                                   |
| 1986 | Seht mal meinen Regenschirm Lieder und Geschichten für kleine Leute                                  | Wetzlarer Kükenchor                                                                                         | LP 33.653  |                                                                                           |
| 1987 | Tatütata! Die Feuerwehr ist da! Hörspiel mit Liedern                                                 | Wetzlarer Kinderchor                                                                                        | LP 33.657  | Hörspiel nach dem Kinderheft Florian, Britta, Silke und die Feuerwehr von Eberhard Platte |
| 1987 | He, hör mal zu                                                                                       | Nicole Stöcker; Wetzlarer Kinderchor                                                                        | LP 33.659  |                                                                                           |
| 1988 | Betthupferl Lieder und Geschichten zur Guten Nacht                                                   | Wetzlarer Kükenchor                                                                                         | MC 60.660  |                                                                                           |
| 1988 | Es wird hell Weihnachtliche Lieder und Geschichten                                                   | Wetzlarer Kinderchor                                                                                        | MC 60.662  |                                                                                           |
| 1991 | Puderzucker Lieder und Geschichten                                                                   | Wetzlarer Kükenchor                                                                                         | MC 60.668  |                                                                                           |
| 1990 | Der helle Stern Musical von Markus Hottiger                                                          | Wetzlarer Kinderchor                                                                                        | MC 60.670  | Deutsche Originaladaption des schweizerdeutschen Werkes                                   |
| 1992 | Ich freu mich so                                                                                     | Wetzlarer Kinderchor                                                                                        | CD 938.680 |                                                                                           |
| 1992 | Sing mit, klatsch mit Kinderlieder von Edwin Donnabauer                                              | Wetzlarer Kinderchor                                                                                        | CD 938.686 |                                                                                           |
| 1992 | Eine wunderbare Zeit Musical von Markus Hottiger                                                     | Wetzlarer Kinderchor                                                                                        | CD 938.690 | Deutsche Originaladaption des schweizerdeutschen Werkes                                   |
| 1994 | Wo ist denn mein Teddy? Wir ziehen um! – Fröhliche Lieder und Geschichten                            | Wetzlarer Kükenchor                                                                                         | CD 938.697 |                                                                                           |
| 1994 | Morgen, Kinder, wird’s was geben Der Wetzlarer Kinderchor singt Weihnachtslieder                     | Eberhard Rink; Carola Rink; Helga Becker; Christian Baer (aus Wiesbadener Knabenchor); Wetzlarer Kinderchor | CD 938.698 |                                                                                           |
| 1995 | Mehr als nur ein Abenteuer Kinderlieder von Thomas Eger                                              | 1 Familie Eger; 2 Wetzlarer Kinderchor                                                                      | CD 938.699 |                                                                                           |
| 1996 | Wackelzahn Ein Jungscharausflug – Lieder und Geschichten                                             | Wetzlarer Küken- und Kinderchor                                                                             | CD 939.714 |                                                                                           |
| 1997 | Kunterbunte Liederwelt                                                                               | Wetzlarer Küken- und Kinderchor unter der Leitung von Margret Birkenfeld und Konny Cramer                   | CD 939.717 | Album beinhaltet Musiktitel in Zweitverwertung vorangegangener Veröffentlichungen         |
| 1997 | Zachäus Kinder-Mini-Musical                                                                          | Wetzlarer Küken- und Kinderchor                                                                             | CD 939.718 |                                                                                           |

##### Singles
| Jahr | Titel                                     | Format/Nummer | Mitwirkende Interpreten                                          |
| ---- | ----------------------------------------- | ------------- | ---------------------------------------------------------------- |
| 1963 | Lobt laut, ihr Morgensterne               | Single 45.199 | Wetzlarer Kinderchor                                             |
| 197? | Der Turmbau zu Babel                      | Single 45.251 | Wetzlarer Kinderchor                                             |
| 197? | Drei Lichter regeln den Verkehr           | Single 45.252 | Wetzlarer Kinderchor                                             |
| 196? | Jesus wohnt in meinem Herzen              | Single 45.253 | Wetzlarer Kinderchor                                             |
| 196? | Zum Geburtstag                            | Single 45.256 | Wetzlarer Kinderchor                                             |
| 197? | Das Fischlein in dem Wasser               | Single 45.258 | Wetzlarer Kinderchor                                             |
| 196? | Kommt, ihr lieben Kinderlein              | Single 45.241 | Wetzlarer Kinderchor                                             |
| 197? | Die Speisung der Fünftausend              | Single 45.242 | Wetzlarer Kükenchor                                              |
| 196? | Nun wollen wir singen das Abendlied       | Single 45.243 | Wilfried Mann, Wetzlarer Kinderchor                              |
| 196? | Seht die Blumen auf der Au                | Single 45.244 | Wetzlarer Kinderchor                                             |
| 196? | Wachet auf, es krähte der Hahn            | Single 45.245 | Wetzlarer Kinderchor                                             |
| 1969 | Die Hochzeit zu Kana                      | Single 45.246 | Wetzlarer Kinderchor                                             |
| 197? | Johnny und die Bibel                      | Single 45.248 | Wetzlarer Kinderchor                                             |
| 197? | Zachäus                                   | Single 45.250 | Wetzlarer Kinderchor                                             |
| 197? | Alle Kinder in der Welt                   | Single 75.231 | Wetzlarer Kükenchor                                              |
| 197? | Singt Gottes Lob im Winter auch           | Single 75.233 | Wetzlarer Kinderchor                                             |
| 197? | Bunt sind schon die Wälder                | Single 75.234 | Wetzlarer Kinderchor                                             |
| 197? | Geh aus, mein Herz                        | Single 75.235 | Wetzlarer Kinderchor                                             |
| 197? | Wenn der Frühling kommt                   | Single 75.236 | Wetzlarer Kinderchor                                             |
| 197? | O du fröhliche Weihnachtszeit             | Single 75.238 | Wetzlarer Kinderchor                                             |
| 1968 | Vater Martin                              | Single 75.239 | Wetzlarer Kinderchor                                             |
| 197? | Das verlorene Schäflein                   | Single 45.240 | Wetzlarer Kükenchor, Wetzlarer Kinderchor                        |
| 1970 | Alle Vögel sind schon da                  | Single 75.211 | Wetzlarer Kinderchor                                             |
| 197? | Kommt alle herein!                        | Single 75.212 | Wetzlarer Kinderchor                                             |
| 197? | Der verlorene Sohn                        | Single 75.213 | Christiane, Wetzlarer Kinderchor                                 |
| 197? | Sing, sing, preis und sing                | Single 75.214 | Wetzlarer Kinderchor                                             |
| 197? | Fröhlich durch den Tag                    | Single 75.215 | Wetzlarer Kinderchor                                             |
| 1970 | Das Weihnachtslied aus dem Weihnachtshaus | Single 75.216 | Wetzlarer Kinderchor                                             |
| 1971 | Lasset uns gehen nach Bethlehem           | Single 75.217 | Wetzlarer Kinderchor                                             |
| 1972 | Kinder, lobt mit uns den Herrn            | Single 75.218 | Wetzlarer Kinderchor                                             |
| 197? | Der rote Schlitten                        | Single 75.220 | Wetzlarer Kinderchor                                             |
| 1972 | Von allerlei Tieren                       | Single 75.222 | Wetzlarer Kinderchor                                             |
| 197? | Unserer lieben Mutter                     | Single 75.223 | Wetzlarer Kinderchor                                             |
| 1973 | Danke                                     | Single 75.224 | Wetzlarer Kükenchor                                              |
| 1973 | Ein tapferes Mädchen                      | Single 75.226 | Wetzlarer Kinderchor                                             |
| 1973 | Helfen macht froh                         | Single 75.228 | Wetzlarer Kinderchor                                             |
| 1973 | Seid fröhlich, ihr Kinder                 | Single 75.229 | Wetzlarer Kükenchor                                              |
| 197? | Jona                                      | Single 75.261 | Wetzlarer Kinderchor                                             |
| 1975 | Aus Wald und Feld                         | Single 75.268 | Wetzlarer Kükenchor, Wetzlarer Kinderchor, Wetzlarer Mädchenchor |
| 197? | Ich fliege mit meiner Schaukel            | Single 75.269 | Wetzlarer Kükenchor                                              |
| 196? | Lobt froh den Herrn                       | Single 45.273 | Wetzlarer Kinderchor                                             |
| 197? | Hallo Kinder                              | Single 75.271 | Wetzlarer Kükenchor                                              |
| 1977 | Jesus kann alles                          | Single 75.272 | Wilfried Mann, Wetzlarer Kinderchor                              |
| 197? | Elia                                      | Single 75.291 | Wetzlarer Kükenchor                                              |
| 197? | Samuel                                    | Single 75.292 | Wetzlarer Kükenchor                                              |
| 197? | Petrus                                    | Single 75.294 | Wetzlarer Kinderchor                                             |
| 197? | Josua                                     | Single 75.295 | Wetzlarer Kinderchor                                             |
| 1977 | Ein kleiner bunter Liederstrauß           | Single 75.131 | Wetzlarer Kükenchor                                              |

##### Kompilationsalben
| Jahr | Titel | Mitwirkende Interpreten                                                                                     | Format                                 | Anmerkung |
| ---- | --- | --- | -------------------------------------- | --- |
| 196? | Wir sind jung und wollen singen | Wetzlarer Kinderchor                                                                                        | EP 33.427                              | Remix-Album aus Musiktiteln in Zweitverwertung aus Folgen der Reihe Onkel Peters Kinderstunde; Spätere Auflage erschienen unter dem Titel Schön ist das Leben                                                                             |
| 196? | Kinder singen für Kinder | Wetzlarer Kinderchor                                                                                        | EP 2.518                               | Spätere Wiederauflage unter verändertem Titel Wenn oft bei Sturm und Regen unter LP-Nr. 33.438; Remix-Album aus Musiktiteln in Zweitverwertung aus Folgen der Reihe Onkel Peters Kinderstunde                                             |
| 197? | Singt Halleluja | Wetzlarer Kinderchor                                                                                        | LP 33.610                              | |
| 197? | Die vier Jahreszeiten Silberne Reihe Vier kleine Kantaten                                                                            | Wetzlarer Kinderchor                                                                                        | LP 2.497                               | Sammelalbum der Singles Wenn der Frühling kommt, Geh aus, mein Herz, Bunt sind schon die Wälder, Singt Gottes Lob im Winter auch |
| 1977 | Vater Martin Silberne Reihe Hörspiele und Lieder zu Weihnachten                                                                      | Wetzlarer Kinderchor mit seinen Solisten; Wilfried Mann; Christiane                                         | LP 2.495                               | |
| 197? | Ein bunter Liederstrauß Silberne Reihe                                                                                               | Wetzlarer Kükenchor                                                                                         | LP 2.493                               | |
| 1979 | Vom Morgen bis zum Abend Silberne Reihe Vier Kantaten                                                                                | Wetzlarer Kükenchor; Wetzlarer Kinderchor; Wilfried Mann                                                    | LP 2.492                               | |
| 1980 | Jesus kann alles Silberne Reihe Die Hochzeit zu Kana • Jesus heilt einen Gichbrüchigen • Lazarus, komm heraus                        | Wetzlarer Kinderchor; Peter van Woerden                                                                     | LP 2.490                               | |
| 1982 | Jesus liebt Kinder | Wetzlarer Kinderchor; Wetzlarer Mädchenchor; Der kleine Peter                                               | LP 33.642                              | |
| 1983 | Von allerlei Tieren Lieder und Verse mit dem Wetzlarer Kinderchor                                                                    | Wetzlarer Kükenchor Wetzlarer Kinderchor Wetzlarer Mädchenchor                                              | LP 33.646 MC 60.646 CD 938.646         | Sammelausgabe der Kantaten-Singles Alle Vögel sind schon da, Von allerlei Tieren, Aus Wald und Feld und Kinder, lobt mit uns den Herrn |
| 1983 | Seid fröhlich, ihr Kinder | Wetzlarer Kükenchor Wetzlarer Kinderchor Wetzlarer Mädchenchor                                              | LP 33.647                              | Kompilationsalbum von Zweitverwertungstiteln aus Weihnachts-Singles und -LPs. |
| 1985 | Petrus • Johannes, der Täufer • Der Kämmerer aus dem Mohrenland HörmitCassette                                                       | Wetzlarer Kükenchor diverse Sprecher                                                                        | MC 60.301                              | Kompilationsalbum aus Musik- und Hörtiteln |
| 1985 | Daniel in der Löwengrube • Samuel • Elia HörmitCassette                                                                              | Wetzlarer Kükenchor Wetzlarer Kinderchor diverse Sprecher                                                   | MC 60.302                              | Kompilationsalbum aus Musik- und Hörtiteln |
| 1984 | Das verlorene Schäfchen | Wetzlarer Kükenchor Wetzlarer Kinderchor diverse Sprecher                                                   | LP 33.650 MC 60.650 CD 938650 DL938650 | Kompilationsalbum aus Musik- und Hörtiteln |
| 1985 | Das große Gastmahl • Jesus heilt einen Aussätzigen • Der barmherzige Samariter • Der reiche Mann und der arme Lazarus HörmitCassette | Wetzlarer Kinderchor Wetzlarer Mädchenchor diverse Sprecher                                                 | MC 60.303                              | Kompilationsalbum aus Musik- und Hörtiteln |
| 1986 | Ja, Gott hat alle Kinder lieb Die schönsten Kinderlieder von Margret Birkenfeld                                                      | Wetzlarer Kükenchor Wetzlarer Kinderchor Wetzlarer Mädchenchor                                              | MC 60.655                              | |
| 1986 | Euch ist heute der Heiland geboren Hörmit-Cassette                                                                                   | Wetzlarer Kükenchor Wetzlarer Kinderchor Peter van Woerden – Sprecher (Moderation) diverse weitere Sprecher | MC 60.307                              | Kompilationsalbum aus Zweitverwertungstiteln vorangegangener Veröffentlichungen enthält 1 Musiktitel in Erstveröffentlichung |
| 1987 | Komm mit, halt Schritt Fröhliche Kinderlieder mit dem Wetzlarer Kinderchor                                                           | Wetzlarer Kinderchor Wetzlarer Mädchenchor                                                                  | LP 33.658                              | |
| 1989 | Kunterbunte Lieder Lieder für kleine Leute                                                                                           | Wetzlarer Kükenchor Wetzlarer Kinderchor                                                                    | CD 938.666                             | |
| 1989 | Dr. Thiessen erzählt – Seine spannendsten Geschichten                                                                                | Dr. Thiessen – Sprecher Wetzlarer Kükenchor Wetzlarer Kinderchor                                            | MC 60.663                              | Kompilationsalbum aus Musik- und Hör-Titeln aus der Kinder-Hörserie mit John Thiessen und den Wetzlarer Kinderchören |
| 1990 | Dr. Thiessen erzählt – Seine spannendsten Geschichten 2                                                                              | Dr. Thiessen – Sprecher Wetzlarer Kükenchor Wetzlarer Kinderchor                                            | MC 60.671                              | Kompilationsalbum aus Musik- und Hör-Titeln aus der Kinder-Hörserie mit John Thiessen und den Wetzlarer Kinderchören |
| 1991 | Singt ein Lied für Jesus | Wetzlarer Kinderchor                                                                                        | CD 938.673                             | |
| 1993 | Kunterbunte Lieblingslieder Lieder für kleine Leute                                                                                  | Wetzlarer Kükenchor Wetzlarer Kinderchor                                                                    | CD 938.687                             | Teilkompilation mit Ersterscheinungs- sowie Zweitverwertungstiteln |
| 2005 | Wo ist denn mein Teddy? Die schönsten Kükenlieder                                                                                    | Wetzlarer Kükenchor Wetzlarer Kinderchor                                                                    | CD 939.786                             | |
| 2005 | Ja, Gott hat alle Kinder lieb Die schönsten Kinderlieder                                                                             | Wetzlarer Kükenchor Wetzlarer Kinderchor Wetzlarer Mädchenchor                                              | CD 939.787                             | |
| 2005 | Sei ein lebendger Fisch Die schönsten Lieder für ältere Kinder                                                                       | Wetzlarer Kinderchor Wetzlarer Mädchenchor Wir-singen-für-Jesus-Kinderchor                                  | CD 939.788                             | |
| 2005 | Nimm die Freude mit Weihnachtliche Lieder und Geschichten                                                                            | Wetzlarer Kükenchor; Wetzlarer Kinderchor                                                                   | CD 939.796                             | Sammelausgabe ungekürzter Wiederauflagen des Weihnachtskonzeptalbums Nimm die Freude mit sowie der Kantaten-Single Lasset uns gehen nach Bethlehem, erweitert um zusätzliche Zweitverwertungstitel aus dem Weihnachtskonzept Es wird hell |
| 2018 | Weil Jesus uns so liebt Die schönsten Kükenlieder                                                                                    | Wetzlarer Kükenchor Wetzlarer Kinderchor                                                                    | CD 940.661                             | |
| 2018 | Gott sagt Ja zu dir Die schönsten Kinderlieder                                                                                       | Wetzlarer Kinderchor Sunshine Kids Wetzlarer Mädchenchor Mädchenterzett des Wetzlarer Jugendchors           | CD 940.662                             | |
| 2018 | Jesus kann alles Kommt und seht: Das Grab ist leer • Die Hochzeit zu Kana                                                            | Wetzlarer Kinderchor                                                                                        | CD 940.663                             | Sammelausgabe der Single-Veröffentlichungen Jesus kann alles und Die Hochzeit zu Kana sowie der LP Kommt und seht: Das Grab ist leer. |

#### Wetzlarer Mädchenchor
Zwischen dem Wetzlarer Kinderchor und dem Wetzlarer Jugendchor versammelte Margret Birkenfeld die heranwachsenden Mädchenstimmen im Wetzlarer Mädchenchor. Meist wirkte dieser mit bei verschiedenen Konzepten wie den Kinderprojekten, produzierte jedoch auch mehrere eigene Singles.
| Jahr | Titel                                | Format/Nummer | Mitwirkende Interpreten                                    |
| ---- | ------------------------------------ | ------------- | ---------------------------------------------------------- |
| 1974 | Gib mir Öl in die Lampe              | Single 75.225 | Wetzlarer Mädchenchor                                      |
| 1973 | Hell klinge unser Lied               | Single 75.227 | Wetzlarer Mädchenchor                                      |
| 1974 | Ja, das ist Freude                   | Single 75.230 | Wetzlarer Mädchenchor                                      |
| 1974 | Nun lasst uns stille werden          | Single 75.267 | Wetzlarer Kinderchor, Wetzlarer Mädchenchor                |
| 1975 | Spiel für Gott ein neues Lied        | Single 75.127 | Wetzlarer Mädchenchor                                      |
| 1975 | Freude kannst du nur erleben         | Single 75.128 | Wetzlarer Mädchenchor                                      |
| 1975 | Wir wollen uns von Herzen lieben     | Single 75.129 | Wetzlarer Mädchenchor                                      |
| 1975 | Geht durch das Tor in ein neues Land | Single 75.130 | Wetzlarer Mädchenchor                                      |
| 1975 | Licht im Dunkel                      | Single 75.270 | Wilfried Mann, Wetzlarer Kinderchor, Wetzlarer Mädchenchor |

| Jahr | Titel                           | Anmerkungen                                             |
| ---- | ------------------------------- | ------------------------------------------------------- |
| 1974 | Mit Jesus leben, das ist Freude | Zusammenstellung aus Singles des Wetzlarer Mädchenchors |

#### Wetzlarer Jugendchor
| Jahr | Titel                         | Mitwirkende Interpreten |
| ---- | ----------------------------- | ----------------------- |
| 1977 | Hell strahlt die Sonne        | Wetzlarer Jugendchor    |
| 1979 | Sing ein Lied, freu dich mit! | Wetzlarer Jugendchor    |
| 1980 | Du hast dich uns zugewandt    | Wetzlarer Jugendchor    |
| 1982 | Es ist spät geworden          | Wetzlarer Jugendchor    |
| 1984 | Geborgen                      | Wetzlarer Jugendchor    |

| Jahr | Titel                             | Anmerkungen |
| ---- | --------------------------------- | --- |
| 2001 | Rückblick 4: Wetzlarer Jugendchor | Zusammenstellung aus den Alben Hell strahlt die Sonne, 1977, Sing ein Lied, freu dich mit!, 1979, Du hast dich uns zugewandt, 1980, Es ist spät geworden, 1982 und Geborgen, 1984 des Wetzlarer Jugendchors |

#### Wetzlarer Evangeliumschor
| Jahr | Titel | Titel | Format        | Mitwirkende Interpreten                                                        | Anmerkung                                                                   |
| Jahr | Seite A | Seite B | Format        | Mitwirkende Interpreten                                                        | Anmerkung                                                                   |
| ---- | --- | --- | ------------- | ------------------------------------------------------------------------------ | --------------------------------------------------------------------------- |
| 19?? | - Dich, Herr, heut wir loben                                                                                       | - Brich mit das Lebensbrot                                                                                      | Single 45.901 | Wetzlarer Evangeliumschor                                                      |                                                                             |
| 19?? | - Lobe den Herren, den mächtigen König der Ehren                                                                   | - Gottes Volk ist heimgekehrt - Ich sag so gern die Kunde                                                       | Single 45.925 | Wetzlarer Evangeliumschor                                                      |                                                                             |
| 19?? | - Jesus nimmt die Sünder an                                                                                        | - Bist du ein Christ                                                                                            | Single 45.933 | Wetzlarer Evangeliumschor                                                      |                                                                             |
| 19?? | Gott hört Gebet | Gott hört Gebet                                                                                                 | Single 75.937 | 1 Doris Loh; 2 Wetzlarer Evangeliumschor                                       |                                                                             |
| 19?? | - Gott hört Gebet1; 2 - O bleib mir immer nahe2                                                                    | - O wag es, ganz dem Herrn zu traun1; 2 (Frauenstimmen) - O du mein Heil und Trost2                             | Single 75.937 | 1 Doris Loh; 2 Wetzlarer Evangeliumschor                                       |                                                                             |
| 19?? | - Bringt sie herein2; 3 - Beleb dein Werk, o Herr3                                                                 | - Hast du Jesu Ruf vernommen1; 3 - Auf, denn die Nacht wird kommen3                                             | Single 45.950 | 1 Doris Loh; 2 Martin Gerhard; 3 Wetzlarer Evangeliumschor                     |                                                                             |
| 19?? | - Ich bin durch die Welt gegangen2 - O ruf mich an1; 2                                                             | - Ich hab ein Wort vernommen2 - Herr, ich ruhe1; 2                                                              | Single 45.960 | 1 Martin Gerhard; 2 Wetzlarer Evangeliumschor                                  |                                                                             |
| 19?? | Ich bete an die Macht der Liebe                                                                                    | Ich bete an die Macht der Liebe                                                                                 | Single 75.961 | 1 Doris Loh; 2 Martin Gerhard; 3Wetzlarer Terzett; 4 Wetzlarer Evangeliumschor |                                                                             |
| 19?? | - Ich bete an die Macht der Liebe1; 4                                                                              | - So nimm denn meine Hände2; 4 - Ach bleib mit deiner Gnade3                                                    | Single 75.961 | 1 Doris Loh; 2 Martin Gerhard; 3Wetzlarer Terzett; 4 Wetzlarer Evangeliumschor |                                                                             |
| 19?? | - Frei und los1; 2 - Ehre sei Gott allein1; 2                                                                      | - Fürcht ich, dass mein Glaube weichet1; 2 - Er ist alles mir1; 2                                               | Single 75.966 | 1 Doris Loh; 2 Wetzlarer Evangeliumschor                                       |                                                                             |
| 19?? | - Du bist gemeint1; 3 - Ich habe fern von Gott gelebt1; 3                                                          | - Du kannst dein Heil nicht selber schaffen2; 3 - Herr, du hast Großes an uns hier getan2; 3                    | Single 75.976 | 1 Doris Loh; 2 Wilfried Mann; 3 Wetzlarer Evangeliumschor                      |                                                                             |
| 19?? | - Einstens las ich von einer Stadt Salem2; 3                                                                       | - Beglückend ist durch deine Liebe1; 3 - Wir danken dir, Herr Jesus3                                            | Single 75.978 | 1 Doris Loh; 2 Martin Gerhard; 3 Wetzlarer Evangeliumschor                     |                                                                             |
| 19?? | Viel Glück und viel Segen                                                                                          | Viel Glück und viel Segen                                                                                       | Single 75.989 | Wetzlarer Evangeliumschor                                                      |                                                                             |
| 19?? | Jesus lässt dich nie allein                                                                                        | Jesus lässt dich nie allein                                                                                     | Single 75.992 | Wetzlarer Evangeliumschor                                                      |                                                                             |
| 19?? | - Wir haben eine Hoffnung - Wir fragen nicht, wo kommst du her                                                     | - So send ich euch - Jesus lässt dich nie allein                                                                | Single 75.992 | Wetzlarer Evangeliumschor                                                      |                                                                             |
| 19?? | Kommet herzu | Kommet herzu | Single 75.995 | 1 Doris Loh; 2 Wilfried Mann; 3 Wetzlarer Evangeliumschor                      |                                                                             |
| 19?? | - Kommet herzu1; 3                                                                                                 | - Gott ist gegenwärtig2; 3                                                                                      | Single 75.995 | 1 Doris Loh; 2 Wilfried Mann; 3 Wetzlarer Evangeliumschor                      |                                                                             |
| 1973 | Nun ruhen alle Wälder                                                                                              | Nun ruhen alle Wälder                                                                                           | Single 75.996 | 1 Doris Loh; 2 Wetzlarer Evangeliumschor                                       |                                                                             |
| 1973 | - Nun ruhen alle Wälder1; 2 - Mit meinem Gott geh ich zur Ruh2                                                     | - Still der Tag zu Ende geht1; 2 - Goldne Abendsonne2                                                           | Single 75.996 | 1 Doris Loh; 2 Wetzlarer Evangeliumschor                                       |                                                                             |
| 19?? | - Es lag in Nacht und Graus die Erde                                                                               | - O komm, du Geist der Wahrheit                                                                                 | Single 65.404 | Wetzlarer Evangeliumschor                                                      |                                                                             |
| 197? | - Das ist ein köstliches Ding2                                                                                     | - Ich will dich erhöhen, mein Gott1                                                                             | Single 65.415 | 1 Cantate-Quartett; 2 Wetzlarer Evangeliumschor                                |                                                                             |
| 19?? | Jauchzt und jubelt Gott, dem Herrn!                                                                                | Jauchzt und jubelt Gott, dem Herrn!                                                                             | Single 65.421 | Wetzlarer Evangeliumschor                                                      |                                                                             |
| 19?? | - Jauchzt und jubelt Gott, dem Herrn!                                                                              | - Du kommst nicht im Leben an Jesus vorbei                                                                      | Single 65.421 | Wetzlarer Evangeliumschor                                                      |                                                                             |
| 19?? | Ach bleib bei uns, Herr Jesu Christ                                                                                | Ach bleib bei uns, Herr Jesu Christ                                                                             | Single 65.439 | 1 Wilfried Mann; 2Wetzlarer Evangeliumschor                                    | Singleauskopplung aus dem Album Du meine Seele, singe, 1974                 |
| 19?? | - Ach bleib bei uns, Herr Jesu Christ2                                                                             | - Du meine Seele, singe1; 2                                                                                     | Single 65.439 | 1 Wilfried Mann; 2Wetzlarer Evangeliumschor                                    | Singleauskopplung aus dem Album Du meine Seele, singe, 1974                 |
| 19?? | Folge mir nach | Folge mir nach                                                                                                  | Single 65.440 | Wetzlarer Evangeliumschor                                                      |                                                                             |
| 19?? | - Folge mir nach                                                                                                   | - Gnade, die Jesus uns zugewandt                                                                                | Single 65.440 | Wetzlarer Evangeliumschor                                                      |                                                                             |
| 197? | - O Haupt voll Blut und Wunden2                                                                                    | - Gelobt sei Gott im höchsten Thron1; 2                                                                         | Single 65.447 | 1 Wilfried Mann; 2 Wetzlarer Evangeliumschor                                   | Single-Auskopplung aus dem Album Der Tod ist verschlungen in den Sieg, 197? |
| 19?? | Wir singen von Freude                                                                                              | Wir singen von Freude                                                                                           | Single 75.124 | 1 Henner Gladen; 2 Wetzlarer Evangeliumschor                                   | Kollaborations-Single mit Henner Gladen                                     |
| 19?? | - Ich freu mich in dem Herren2 - Wir singen von Freude1; 2 - Herr, ich danke dir von Herzen1; 2                    | - Freunde der Welt1; 2 - Er kann alles1; 2                                                                      | Single 75.124 | 1 Henner Gladen; 2 Wetzlarer Evangeliumschor                                   | Kollaborations-Single mit Henner Gladen                                     |
| 19?? | Weihnacht kehret wieder                                                                                            | Weihnacht kehret wieder                                                                                         | Single 75.189 | Wetzlarer Evangeliumschor                                                      |                                                                             |
| 19?? | Kommt und lasst uns Christum ehren                                                                                 | Kommt und lasst uns Christum ehren                                                                              | Single 75.194 | 1 Doris Loh; 2 Martin Gerhard; 3 Heinz Bösche; 4 Wetzlarer Evangeliumschor     |                                                                             |
| 19?? | - Wie schön leuchtet der Morgenstern (Instrumental) - Herbei, o ihr Gläubigen3; 4                                  | - Kommt und lasst uns Christum ehren (Instrumental) - Horch, horch, was ziehn durch die schweigende Welt1; 2; 4 | Single 75.194 | 1 Doris Loh; 2 Martin Gerhard; 3 Heinz Bösche; 4 Wetzlarer Evangeliumschor     |                                                                             |
| 19?? | Herzliche Segenswünsche                                                                                            | Herzliche Segenswünsche                                                                                         | Single 61.250 | 1 Martin Gerhard; 2 Cantate-Quartett; 3 Wetzlarer Evangeliumschor              |                                                                             |
| 19?? | - Der Herr ist mein getreuer Hirt3 - Psalm 23 (Lesung von Hermann Schulte) - Nur mit Jesu will ich Pilger wandern1 | - Befiehl du deine Wege2 - Bibellesung von Hermann Schulte - Ja, ich will euch tragen1; 3                       | Single 61.250 | 1 Martin Gerhard; 2 Cantate-Quartett; 3 Wetzlarer Evangeliumschor              |                                                                             |

| Jahr | Titel | Mitwirkende Interpreten | Format    | Anmerkung |
| ---- | --- | --- | --------- | --- |
| 197? | Gute Nachricht – Jesus befreit | Richard Kriese; Wetzlarer Evangeliumschor 1 Martin Gerhard | LP 33.752 | Konzeptalbum in Kollaboration mit Sprecher Richard Kriese                                                                                          |
| 197? | Hörszene • Ist dein Leben voller Schuld1 • Jesus vergibt (Ansprache) • Jesus kam uns zu erlösen • Jesus erlöst (Ansprache) • Ich bin entschieden zu folgen Jesus • Hörszene • Mächtige Ströme des Segens • Jesus erfüllt mit dem Heiligen Geist (Ansprache) • Geist vom Vater und vom Sohn1 • Jesus befähigt zum Dienst (Ansprache) • O Jesu, Gottes Sohn                    | Richard Kriese; Wetzlarer Evangeliumschor 1 Martin Gerhard | LP 33.752 | Konzeptalbum in Kollaboration mit Sprecher Richard Kriese                                                                                          |
| 1974 | Du meine Seele, singe | Wetzlarer Evangeliumschor 1 Doris Loh; 2 Margret Birkenfeld; 3 Ulrich Brück; 4 Manfred Siebald; 5 Wilfried Mann                                                            | LP 33.758 | |
| 1974 | O großer Gott, wie herrlich ist dein Werk1; 2 • Vor dem König Jesus • Du meine Seele, singe5 • Wenn wir Not und Elend sehn1 • Welch ein Freund ist unser Jesus3 • Schau nicht hinauf1 • Nimm mich bei der Hand, Vater3 • Ich fange von vorne an • Jesus ist immer da4 • Wir haben eine Hoffnung5 • Jesus kommt wieder in Herrlichkeit1 • Ach bleib bei uns, Herr Jesu Christ | Wetzlarer Evangeliumschor 1 Doris Loh; 2 Margret Birkenfeld; 3 Ulrich Brück; 4 Manfred Siebald; 5 Wilfried Mann                                                            | LP 33.758 | |
| 197? | Und er zog seine Straße fröhlich | Paul Deitenbeck; 1 Evangeliumschor Stuttgart; 2 Wetzlarer Evangeliumschor 3 Wilfried Mann; 4 Nürnberger Bäckerposaunen; 5 Christa Haag; 6 Männerquartett; 7 Anka & Christa | LP 33.764 | Konzeptalbum in Kollaboration mit Sprecher Paul Deitenbeck und dem Evangeliumschor Stuttgart; Album beinhaltet teilweise *Titel in Zweitverwertung |
| 197? | Musiktitel: Du kannst deine Straße fröhlich ziehn2 • Herr, lass uns leuchten dir1 • Führwahr, er trug unsre Krankheit*3 • Wach auf, du Geist der ersten Zeugen4 • Du suchst das Glück auf vielen Straßen1 • Er allein kann dein Retter sein5; 2 • Singet hocherfreut6 • Fröhlich zieh ich meine Straße7; 2                                                                   | Paul Deitenbeck; 1 Evangeliumschor Stuttgart; 2 Wetzlarer Evangeliumschor 3 Wilfried Mann; 4 Nürnberger Bäckerposaunen; 5 Christa Haag; 6 Männerquartett; 7 Anka & Christa | LP 33.764 | Konzeptalbum in Kollaboration mit Sprecher Paul Deitenbeck und dem Evangeliumschor Stuttgart; Album beinhaltet teilweise *Titel in Zweitverwertung |
| 1976 | Angst ohne Ausweg? Gerhard Bergmann spricht, Wilfried Reuter singt | Gerhard Bergmann; 1 Wilfried Reuter; 2 Wetzlarer Evangeliumschor | LP 33.772 | Konzeptalbum in Kollaboration mit Sprecher Gerhard Bergmann und Solist Wilfried Reuter                                                             |
| 1976 | Du großer Gott, wenn ich die Welt betrachte1; 2 • Interview mit Dr. Bergmann • Hier hast du meine beiden Hände1; 2 • Vortrag • Meinst du wirklich, es genügt1 • Vortrag • Jesus nur alleine1 • Vortrag • Seliges Wissen, Jesus ist mein2 | Gerhard Bergmann; 1 Wilfried Reuter; 2 Wetzlarer Evangeliumschor | LP 33.772 | Konzeptalbum in Kollaboration mit Sprecher Gerhard Bergmann und Solist Wilfried Reuter                                                             |

| Jahr | Titel | Mitwirkende Interpreten | Anmerkungen                                                                                  |
| ---- | --- | --- | -------------------------------------------------------------------------------------------- |
| 197? | Freue dich Welt | Wetzlarer Evangeliumschor 1Doris Loh; 2Christel Menzel-Schrebkowski; 3Ulrich Brück; 4Heinz Bösche; 5Anka & Christa                                  | Zusammenstellung von Zweitverwertungen aus Weihnachts-Singles des Wetzlarer Evangeliumschors |
| 197? | Festliches Präludium (Instrumental) • Der Heiland kommt, lobsinget ihm • Freue dich Welt4 • Kommt und lasst uns Christum ehren5; 2 • Nun singet und seid froh • Maria (Solo)2 • Lobt Gott, ihr Christen • Vom Himmel hoch, da komm ich her3 • Hirtenlied1; 2 mit 5 • Als die Zeit erfüllet war4 • Vom Himmel kam der Engel Schar1 • Bethlehem (Instrumental)                                                                        | Wetzlarer Evangeliumschor 1Doris Loh; 2Christel Menzel-Schrebkowski; 3Ulrich Brück; 4Heinz Bösche; 5Anka & Christa                                  | Zusammenstellung von Zweitverwertungen aus Weihnachts-Singles des Wetzlarer Evangeliumschors |
| 1983 | Kommt und lasst uns Christum ehren | Wetzlarer Evangeliumschor 1Wilfried Mann; 2Anka & Christa; 3Doris Loh; 4Christel Menzel-Schrebkowski; 5Martin Gerhard; 6Ulrich Brück; 7Heinz Bösche | Zusammenstellung von Zweitverwertungen aus Weihnachts-Singles des Wetzlarer Evangeliumschors |
| 1983 | Uns ist ein Kindlein heut geborn (Instrumental) • Gott sei Dank durch alle Welt(Solo)1 • Kommt und lasst uns Christum ehren2; 4 • Weihnacht kehret wieder5 • Vom Himmel hoch, da komm ich her6 • Hirtenlied3; 4 mit 2 • Macht hoch die Tür (Instrumental) • Horch, horch, was ziehn durch die schweigende Welt3; 5 • Vom Himmel kam der Engel Schar3 • Maria (Solo)4 • Der Heiland kommt, lobsinget ihm • Nun singet und seid froh6 | Wetzlarer Evangeliumschor 1Wilfried Mann; 2Anka & Christa; 3Doris Loh; 4Christel Menzel-Schrebkowski; 5Martin Gerhard; 6Ulrich Brück; 7Heinz Bösche | Zusammenstellung von Zweitverwertungen aus Weihnachts-Singles des Wetzlarer Evangeliumschors |
| 2000 | Rückblick 2: Wetzlarer Evangeliumschor | Wetzlarer Evangeliumschor | Zusammenstellung von Zweitverwertungen aus Alben und Singles des Wetzlarer Evangeliumschors  |

#### Wetzlarer Studiochor
Regelmäßig formierte Margret Birkenfeld aus den besten Sängern ihrer Chöre sowie befreundeten Musikern den Wetzlarer Studiochor für besondere Konzepte wie Porträts großer christlicher Liederdichter oder Mottoprojekte wie Gitarrenchöre.
| Jahr | Titel                                   | Konzept                 | Mitwirkende Interpreten                                                                                            |
| ---- | --------------------------------------- | ----------------------- | --- |
| 1982 | Singt und spielt                        | Gitarrenlieder          | Doris Loh; Christa Haag; Helga Becker; Adelheid Baum; Brigitte Herbster; Lothar von Seltmann; Wetzlarer Studiochor |
| 1983 | Stern, auf den ich schaue               | Evangeliumslieder       | Christa Haag; Brigitte Herbster; Yukio Imanaka; Wetzlarer Studiochor                                               |
| 1984 | Wach auf, mein Herz, und singe          | Morgen- und Abendlieder | Doris Loh; Helga Becker; Lothar von Seltmann; Wetzlarer Studiochor                                                 |
| 1985 | Gott wird dich tragen                   | Gitarrenlieder          | Doris Loh; Christa Haag; Wilfried Mann; Wetzlarer Studiochor                                                       |
| 1985 | Näher, mein Gott, zu dir                | Evangeliumslieder       | Karin Grober; Georg Hormann; Wetzlarer Studiochor                                                                  |
| 1986 | Siehe, ich verkündige euch große Freude | Weihnachten             | Annette Kriese; Doris Loh; Martin Gerhard; Wilfried Mann; Wetzlarer Studiochor                                     |
| 1987 | Welch ein Freund ist unser Jesus        | Evangeliumslieder       | Helga Becker; Brigitte Herbster; Wilfried Mann; Wetzlarer Studiochor                                               |

| Jahr | Titel                                                        | Mitwirkende Interpreten                                                                      | Format     | Anmerkung |
| ---- | ------------------------------------------------------------ | -------------------------------------------------------------------------------------------- | ---------- | --- |
| 2003 | Rückblick 6: Margret Birkenfeld und der Wetzlarer Studiochor | Wetzlarer Studiochor Doris Loh; Christa Haag; Helga Becker; Brigitte Herbster; Wilfried Mann | CD 939.246 | Zusammenstellung von Zweitverwertung aus Alben des Wetzlarer Studiochores                                                            |
| 2007 | Seliges Wissen, Jesus ist mein Beliebte Glaubenslieder       | Wetzlarer Studiochor                                                                         | CD 939.349 | Zusammenstellung aus den Alben Näher, mein Gott, zu dir, 1985, und Welch ein Freund ist unser Jesus, 1987, des Wetzlarer Studiochors |

#### Konzeptprojekte in Kollaboration der Wetzlarer Chöre
Außerdem verwirklichte Margret Birkenfeld mehrere größere Konzeptproduktionen mit mehreren oder allen ihrer Wetzlarer Chören gemeinsam.
| Jahr | Titel                                         | Mitwirkende Interpreten | Format    | Anmerkung                                                             |
| ---- | --------------------------------------------- | --- | --------- | --------------------------------------------------------------------- |
| 196? | Der Heiland ist geboren                       | Wetzlarer Kükenchor; Wetzlarer Kinderchor; Wetzlarer Evangeliumschor                                                                                           | LP 33.706 |                                                                       |
| 1972 | Machet die Tore weit                          | Heinz Bösche; Christiane; Ria Deppert; Martin Gerhard; Doris Loh; Wetzlarer Evangeliumschor; Wetzlarer Kinderchor; Wetzlarer Studiochor                        | LP 33.753 |                                                                       |
| 1973 | Mein Leben war ein einzig Jagen               | Ria Deppert; Henner Gladen; Doris Loh; Gretel & Herbert Masuch; Eschenauer Terzett; Gitarrensingkreis Wetzlar; Wetzlarer Studiochor; Wetzlarer Evangeliumschor | LP 33.763 |                                                                       |
| 1973 | Und fragst du die Wolken                      | Ria Deppert; Angelika Nothe-Schupp; Theo Eckart; Eschenauer Terzett; Wetzlarer Mädchenchor; Wetzlarer Studiochor; Wetzlarer Evangeliumschor                    | LP 33.757 |                                                                       |
| 1975 | Einen Freund hab ich in Jesus                 | Wolfgang Schulze; Christa Haag & Angelika Nothe; Wetzlarer Evangeliumschor; Wetzlarer Kinderchor; Wetzlarer Mädchenchor                                        | LP 33.763 |                                                                       |
| 1977 | Ich singe dir mit Herz und Mund Paul Gerhardt | Doris Loh; Christa Haag; Wilfried Mann; Männerchor Mettmann; Wetzlarer Evangeliumschor; Wetzlarer Jugendchor                                                   | LP 33.775 |                                                                       |
| 1978 | Der Tod ist verschlungen in den Sieg          | Wilfried Mann; Wetzlarer Evangeliumschor; Wetzlarer Jugendchor                                                                                                 | LP 33.779 |                                                                       |
| 1978 | Sieh, dein König kommt zu dir                 | Doris Loh; Helga Becker; Wilfried Mann; Jubilate-Chor; Wetzlarer Mädchenchor; Wetzlarer Jugendchor                                                             | LP 33.783 | Album beinhaltet zwei Musiktitel in Zweitverwertung aus Single 75.270 |
| 1980 | Jauchzt, alle Lande, Gott zu Ehren Choräle    | Doris Loh; Christa Haag; Wilfried Mann; Jubilate-Chor; Wetzlarer Jugendchor                                                                                    | LP 33.790 |                                                                       |
| 1981 | Gott ist gegenwärtig Gerhard Tersteegen       | Doris Loh; Christa Haag; Wilfried Mann; Wetzlarer Jugendchor; Wetzlarer Studiochor                                                                             | LP 33.910 |                                                                       |
| 1988 | Wer nur den lieben Gott lässt walten          | Doris Loh; Wilfried Mann; Wetzlarer Jugendchor; Wetzlarer Studiochor                                                                                           | LP 33.968 |                                                                       |

#### Kompilationsalben
Im Folgen gelistet, Kompilationsalben, deren Subjekt der Zusammenstellung ausdrücklich das Werk Margret Birkenfelds und ihrer Gesangsformationen ist ohne auf eine bestimmte Formationen begrenzt fixiert zu sein.
| Jahr | Titel                                                                                                | Mitwirkende Interpreten | Anmerkungen |
| ---- | --- | --- | --- |
| 1979 | Es tragen dich mächtige Flügel Silberne Reihe                                                        | Ria Deppert; Cantate-Quartett | Zusammenstellung aus Singles des Cantate-Quartetts zum 30. Verlagsjubiläum von Gerth Medien |
| 1986 | Margret Birkenfeld – Meine liebsten Lieder                                                           | Wetzlarer Jugendchor; Doris Loh; Wetzlarer Mädchenchor                                                                                              | Zusammenstellung aus eigenen Alben und Singles sowie Produktionen anderer Künstler zum 25. Jubiläum von Margret Birkenfelds Verlagsarbeit |
| 1987 | Stern, auf den ich schaue Erweckliche Lieder                                                         | Wetzlarer Studiochor; Wetzlarer Evangeliumschor | Neuauflage von Stern, auf den ich schaue, 1983, erweitert um Musiktitel in Zweitverwertung aus den Alben Angst ohne Ausweg, 1976, Groß ist dein Name, 1977, von Margret Birkenfeld sowie anderen Künstlern                                                                         |
| 1987 | Die schönsten Choräle von Paul Gerhardt                                                              | Wetzlarer Evangeliumschor; Wetzlarer Jugendchor | Zusammenstellung aus größtenteils Ich singe dir mit Herz und Mund, 1977, sowie weiteren Alben von Margret Birkenfeld und anderen Künstlern, Neuauflage 2004 unter dem Titel Ich singe dir mit Herz und Mund                                                                        |
| 1992 | Still ist die Nacht Die schönsten Weihnachtslieder der Wetzlarer Chöre                               | Wetzlarer Kinderchor; Wetzlarer Evangeliumschor; Wetzlarer Studiochor; Wetzlarer Jugendchor                                                         | Zusammenstellung aus Singles und den Weihnachtsalben Machet die Tore weit, 1972, Sieh, dein König kommt zu dir, 1978, Nimm die Freude mit, 1979, Siehe, ich verkündige euch große Freude, 1986 und Es wird hell, 1988, von Margret Birkenfeld                                      |
| 1999 | Die schönsten Lieder von Margret Birkenfeld                                                          | Wetzlarer Kinderchor; Wetzlarer Jugendchor; Wetzlarer Mädchenchor; Wir singen für Jesus Chor; Jubilate-Chor                                         | Zusammenstellung aus eigenen Alben und Singles sowie Produktionen anderer Künstler anläßlich des 50. Verlagsjubiläums von Gerth Medien |
| 2004 | Ich singe dir mit Herz und Mund Die schönsten Choräle von Paul Gerhardt                              | Wetzlarer Evangeliumschor; Singkreis Frohe Botschaft; Wetzlarer Jugendchor; Wilfried Mann; Doris Loh                                                | Neuauflage des Kompilationsalbums Die schönsten Choräle von Paul Gerhardt, 1987: Zusammenstellung größtenteils aus Ich singe dir mit Herz und Mund, 1977, sowie weiteren Alben von Margret Birkenfeld und weiteren Künstlern, nicht identisch mit dem gleichnamigen Album von 1977 |
| 2006 | Margret Birkenfeld – Meine liebsten Lieder                                                           | Wetzlarer Kinderchor; Wetzlarer Mädchenchor; Wetzlarer Jugendchor; Wetzlarer Evangeliumschor; Jubilate-Chor; Wir singen für Jesus Chor; Ria Deppert | Doppel-CD, Zusammenstellung aus eigenen Alben und Singles sowie Produktionen anderer Künstler zum 80. Geburtstag von Margret Birkenfeld, nicht identisch mit der gleichnamigen Kompilation von 1986                                                                                |
| 2007 | Ich steh an deiner Krippen hier Traditionelle Weihnachtslieder mit den Wetzlarer Chören und Solisten | Wetzlarer Studiochor; Wetzlarer Evangeliumschor; Wetzlarer Jugendchor                                                                               | Zusammenstellung aus den Weihnachtsalben Machet die Tore weit, 1972, Sieh, dein König kommt zu dir, 1978 und Siehe, ich verkündige euch große Freude, 1986, mit dem Wetzlarer Evangeliumschor, Wetzlarer Studiochor, Wetzlarer Jugendchor und Wetzlarer Kinderchor                 |

### Gastauftritte der Wetzlarer Chöre
| Jahr | Titel                                                                             | Titel                                                                   | Format        | Hauptinterpret               | Gast aus den Wetzlarer Chören                     | Anmerkung |
| Jahr | Seite A                                                                           | Seite B                                                                 | Format        | Hauptinterpret               | Gast aus den Wetzlarer Chören                     | Anmerkung |
| ---- | --------------------------------------------------------------------------------- | ----------------------------------------------------------------------- | ------------- | ---------------------------- | ------------------------------------------------- | --------- |
| 19?? | - Der Weg war oft so einsam                                                       | - Seine Güte und Gnade (Ohne Weg, ohne Licht)1                          | Single 65.424 | Christel Menzel-Schrebkowski | 1 Wetzlarer Evangeliumschor                       |           |
| 19?? | - Mehr lieben möcht ich dich1                                                     | - Sag mir, Wächter1                                                     | Single 65.427 | Kurt Volz                    | 1 Wetzlarer Evangeliumschor                       |           |
| 19?? | Manchmal will der Glaube wanken                                                   | Manchmal will der Glaube wanken                                         | Single 65.432 | Wilfried Reuter              | 1 Wetzlarer Studiochor                            |           |
| 19?? | - Manchmal will der Glaube wanken                                                 | - Freunde der Welt1                                                     | Single 65.432 | Wilfried Reuter              | 1 Wetzlarer Studiochor                            |           |
| 19?? | - Komm her zu mir1                                                                | - Bist du rastlos1                                                      | Single 65.443 | Christel Menzel-Schrebkowski | 1 Wetzlarer Studiochor                            |           |
| 19?? | - Frei und los1 - Ehre sei Gott allein                                            | - Fürcht ich, dass mein Glaube weichet1 - Er ist alles mir              | Single 75.966 | Doris Loh                    | 1 Wetzlarer Evangeliumschor                       |           |
| 19?? | - Sag alles Jesus (Sage doch Jesus all deine Sorgen) - Wenn meine Zeit hier endet | - Herr Jesu, ich wäre so gerne ganz rein1 - Wunderbar ist dieses Wort   | Single 75.982 | Christel Menzel-Schrebkowski | 1 Wetzlarer Evangeliumschor                       |           |
| 19?? | Brausende Wogen                                                                   | Brausende Wogen                                                         | Single 75.985 | Heinz Gregel                 | 1 Doppelquartett aus Wetzlarer Evangeliumschor    |           |
| 19?? | - Kommt her, ich will erzählen1 - Herr, den ich tief im Herzen trage1             | - Dein Wort wird mich tragen1 - Brausende Wogen im wilden Meer1         | Single 75.985 | Heinz Gregel                 | 1 Doppelquartett aus Wetzlarer Evangeliumschor    |           |
| 19?? | Wie sehr hat Gott die Welt geliebt                                                | Wie sehr hat Gott die Welt geliebt                                      | Single 75.990 | Elsa und Ernst August Eicker | 1 Margret Birkenfeld; 2 Wetzlarer Evangeliumschor |           |
| 19?? | - In der stillen Andachtszeit2 - Wie sehr hat Gott die Welt geliebt2              | - Ist dir die Last deiner Sünde zu schwer?2 - Mein Heiland ruft mir zu1 | Single 75.990 | Elsa und Ernst August Eicker | 1 Margret Birkenfeld; 2 Wetzlarer Evangeliumschor |           |
| 19?? | Anka und Christa                                                                  | Anka und Christa                                                        | Single 75.998 | Anka und Christa             | 1 Wetzlarer Evangeliumschor                       |           |
| 19?? | - Fröhlich zieh ich meine Straße 1 - Wir dürfen dir jetzt ganz vertrauen 1        | - Es wird nicht dunkel bleiben1 - An deiner Gnad soll mir genügen1      | Single 75.998 | Anka und Christa             | 1 Wetzlarer Evangeliumschor                       |           |

| Jahr | Titel                            | Künstler                     | Gast aus den Wetzlarer Chören                    |
| ---- | -------------------------------- | ---------------------------- | ------------------------------------------------ |
| 1969 | Christiane                       | Christiane                   | Wetzlarer Studiochor                             |
| 1971 | Sicher in Jesu Armen             | Doris Loh                    | Wetzlarer Studiochor                             |
| 1971 | Vater, wir danken dir            | Christiane                   | Wetzlarer Kinderchor                             |
| 1975 | Geh mit Jesus durch dein Leben   | Christel Menzel-Schrebkowski | Wetzlarer Mädchenchor, Wetzlarer Evangeliumschor |
| 1976 | Was willst du mehr?              | Doris Loh                    | Wetzlarer Mädchenchor, Wetzlarer Evangeliumschor |
| 1976 | Meine liebsten Lieder            | Wilfried Reuter              | Wetzlarer Studiochor, Wetzlarer Evangeliumschor  |
| 1976 | Ich bin nie allein               | Der kleine Peter             | Wetzlarer Kinderchor, Wetzlarer Mädchenchor      |
| 1977 | Groß ist dein Name               | Wilfried Mann                | Wetzlarer Evangeliumschor                        |
| 1978 | Shout For Joy                    | Jan Vering                   | Wetzlarer Jugendchor                             |
| 1978 | Der ewige Morgen                 | Kurt Volz                    | Wetzlarer Evangeliumschor                        |
| 1981 | Dicke und dünne Lieder und Leute | Jan Vering                   | Wetzlarer Kinderchor                             |
| 1981 | Gott ist mit uns                 | Wilfried Mann                | Wetzlarer Jugendchor                             |
| 1981 | Wenn der Tag anbricht            | Fokkoline Swart              | Wetzlarer Jugendchor                             |
| 1983 | Stark ist meines Jesu Hand       | Wilfried Mann                | Wetzlarer Studiochor                             |
| 1986 | Bleibend ist deine Treu          | Georg Hormann                | Wetzlarer Studiochor                             |
| 1986 | Die Geschichte vom Zachhäus      | Johnny Jaworski              | Wetzlarer Kinderchor                             |
| 1986 | Herr, bleib bei mir              | Wilfried Mann                | Wetzlarer Jugendchor, Wetzlarer Studiochor       |
| 1986 | Ein Lied für den Tag             | Doris Loh                    | Wetzlarer Studiochor                             |
| 1988 | Reflexionen                      | Jochen Rieger                | Wetzlarer Jugendchor                             |

### Bibel-Hörbücher mit den Wetzlarer Kinderchören
| Jahr | Titel | Mitwirkende | Format    | Anmerkung                                |
| ---- | --- | --- | --------- | ---------------------------------------- |
| 1979 | Als Gottes Zeit gekommen war (Folge 1) Großes Erzählbuch der biblischen Geschichte von Anne de Vries | Margret Birkenfeld (Sprecher); Jürgen Werth (Sprecher); 1 Wetzlarer Kükenchor; 2 Wetzlarer Kinderchor; 3 Wetzlarer Mädchenchor | LP 33.676 | Musiktitel teilweise in *Zweitverwertung |
| 1979 | Musiktitel: Es ist schon lange, lange her1 • Gott tut seine Wunder2 • Von seinem ewgen festen Thron*2 • Ehre sei Gott in der Höhe*2; 3 • Lasset uns gehen nach Bethlehem2 • Mit den Hirten will ich gehen3 • Ein Stern ging auf1 • Wir stehen an der Krippe (Refrain)*3 | Margret Birkenfeld (Sprecher); Jürgen Werth (Sprecher); 1 Wetzlarer Kükenchor; 2 Wetzlarer Kinderchor; 3 Wetzlarer Mädchenchor | LP 33.676 | Musiktitel teilweise in *Zweitverwertung |
| 1979 | Sieh, das ist Gottes Lamm (Folge 2) Großes Erzählbuch der biblischen Geschichte von Anne de Vries | Margret Birkenfeld (Sprecher); Jürgen Werth (Sprecher); 1Wetzlarer Kinderchor                                                  | LP 33.677 |                                          |
| 1979 | Musiktitel: Wie lieblich sind deine Wohnungen1 | Margret Birkenfeld (Sprecher); Jürgen Werth (Sprecher); 1Wetzlarer Kinderchor                                                  | LP 33.677 |                                          |
| 1979 | Sieh, das ist Gottes Lamm (Folge 3) Großes Erzählbuch der biblischen Geschichte von Anne de Vries | Margret Birkenfeld (Sprecher); Jürgen Werth (Sprecher); Wetzlarer Kinderchor                                                   | LP 33.678 |                                          |
| 1979 | Ja, du darfst immer kommen* • Also hat Gott die Welt geliebt* • Fürchte dich nicht, glaube nur | Margret Birkenfeld (Sprecher); Jürgen Werth (Sprecher); Wetzlarer Kinderchor                                                   | LP 33.678 |                                          |
| 1979 | Folge mir nach (Folge 4) Großes Erzählbuch der biblischen Geschichte von Anne de Vries | Margret Birkenfeld (Sprecher); Jürgen Werth (Sprecher); Wetzlarer Kinderchor; 1 Van Woerden Family                             | LP 33.678 |                                          |
| 1979 | Musiktitel: Psalm 133*1 • Dazu ist erschienen der Sohn Gottes • Wir wollen nicht mehr traurig sein • Jesus spricht: Folge mir nach • Hört, wen Jesus glücklich preist • Hört, wen Jesus glücklich preist • Bittet, so wird euch gegeben • Trachtet am ersten nach dem Reich Gottes • Himmel und Erde werden vergehen • Herr, wenn du willst • Dir geschehe, wie du geglaubt hast | Margret Birkenfeld (Sprecher); Jürgen Werth (Sprecher); Wetzlarer Kinderchor; 1 Van Woerden Family                             | LP 33.678 |                                          |

### Gesprochene Hörkonzepte
| Jahr | Titel                                         | Mitwirkende | Format        | Anmerkungen |
| ---- | --------------------------------------------- | --- | ------------- | --- |
| 1974 | Beduinen, Berghöhlen und Bibelrollen Hörspiel | Margret Birkenfeld (Hörspieladaption) Marjorie Palmer (Buchvorlage) Bernard Palmer (Buchvorlage) Walter Langenau (Hörspielmusik) Sprecher: Richard Straube – Erzähler Jürgen Werth – Ted u. a. | LP 33.676     | Wiederveröffentlichung auf MC 1995 innerhalb der Reihe „Hörmit-Cassette“ (MC 60.319) unter verändertem Titel In der Höhle der Beduinen |
| 2013 | Lieder- und Lebensgeschichten Hörbuch         | Margret Birkenfeld (Buchvorlage und Sprecherin) | 2 CDs 271.035 | In Koproduktion mit der Christlichen Verlagsgesellschaft erschienen.                                                                   |

### Tributalben
| Jahr | Titel                                                                                 | Künstler                                                       | Label                               | Anmerkungen |
| ---- | ------------------------------------------------------------------------------------- | -------------------------------------------------------------- | ----------------------------------- | --- |
| 1996 | Gnade Instrumentalbearbeitungen beliebter Lieder von Margret Birkenfeld               | Tom Keene & Band                                               | S+G LC-06160 CD 939 094             | Zum 70. Geburtstag von Margret Birkenfeld |
| 1999 | Aufregung um Mitternacht Kinder-Mini-Musical                                          | Sunshine Kids* unter der Leitung von Konny Cramer              | Schulte & Gerth LC-00895 CD 939 732 | Bühnenwerk für Kinder über das biblische Gleichnis von den Klugen und törichten Jungfrauen von Margret Birkenfeld; * Nachfolger des Wetzlarer Küken- und Kinderchores |
| 2006 | Leine los! 19 neue Kinderlieder von Margret Birkenfeld                                | Sunshine Kids unter der Leitung von Konny Cramer               | Gerth Medien LC-13743 CD 939 941    | Zum 80. Geburtstag von Margret Birkenfeld |
| 2011 | Meine liebsten Kinderlieder Margret Birkenfeld                                        | Rink-Studiokinderchor unter der Leitung von Carola Rink        | Gerth Medien LC-13743 CD 939 933    | Zum 85. Geburtstag von Margret Birkenfeld |
| 2019 | Du bist wertvoll und von Gott geliebt Neue und beliebte Lieder von Margret Birkenfeld | Margret-Birkenfeld-Chor* unter der Leitung von Gilbrecht Schäl | Gerth Medien LC-13743 CD 940 020    | * Auswahlchor aus Sängerinnen und Sänger des ehemaligen Wetzlarer Jugendchores und weiteren Freunden; Paralelveröffentlichung: Bildband mit Liedtexten                |

## Notenausgaben
| Jahr | Titel                               | Untertitel                                              | Herausgeber                                         | Anmerkungen                                                                                        |
| ---- | ----------------------------------- | ------------------------------------------------------- | --------------------------------------------------- | -------------------------------------------------------------------------------------------------- |
| 1976 | Sing mit uns ein neues Lied         | Neue Kinder- und Jungscharlieder                        | Margret Birkenfeld                                  | Illustriert von Heidelore Goldammer                                                                |
| 1977 | Sing mit uns ein neues Lied 2       | Neue Kinder- und Jungscharlieder                        | Margret Birkenfeld                                  | Illustriert von Heidelore Goldammer                                                                |
| 1979 | Freude, große Freude                | Advents- und Weihnachtslieder zum Singen und Musizieren | Margret Birkenfeld                                  | |
| 1980 | Kommt und singt                     | Kinder- und Jungscharlieder                             | Margret Birkenfeld                                  | |
| 1982 | Wir singen miteinander              | Kinder- und Jungscharlieder                             | Margret Birkenfeld                                  | |
| 1984 | Kommt, singt und preist den Herrn   | Lieder für Gemischten Chor                              | Margret Birkenfeld                                  | |
| 1987 | Die bunte Liederkiste               | Kinder- und Jungscharlieder                             | Margret Birkenfeld                                  | |
| 1989 | Mein kunterbuntes Liederbuch        | Lieder für kleine Leute                                 | Margret Birkenfeld                                  | Farbig illustriert von Rosemarie Kloos-Rau; Audioproduktion Kunterbunte Lieder parallel erschienen |
| 1991 | Auf dem Weg nach Bethlehem          | Kindermusical                                           | Margret Birkenfeld                                  | Deutscher Notenprint des Musicals von Markus Hottiger                                              |
| 1992 | Kommt, singt und preist den Herrn 2 | Lieder für Gemischten Chor                              | Margret Birkenfeld                                  | |
| 1992 | Seid fröhlich, ihr Kinder           | Kinderlieder zur Weihnachtszeit                         | Margret Birkenfeld                                  | Neuauflage 2005 umbenannt in „Nimm die Freude mit“                                                 |
| 1993 | Kommt und seht: Das Grab ist leer   | Kleine Passion für Kinder                               | Margret Birkenfeld                                  | Notenprint der Passion                                                                             |
| 1993 | Eine wunderbare Zeit                | Kindermusical                                           | Margret Birkenfeld                                  | Deutscher Notenprint des Musicals von Markus Hottiger                                              |
| 1993 | Kunterbunte Lieblingslieder         | Lieder für kleine Leute                                 | Margret Birkenfeld                                  | Farbig illustriert von Rosemarie Kloos-Rau                                                         |
| 1994 | Mein kunterbuntes Pianobuch         | Lieder von Margret Birkenfeld                           | Margret Birkenfeld                                  | Farbig illustriert von Rosemarie Kloos-Rau; mit integrierter Miniklaviatur zum Selberspielen       |
| 1997 | Zachäus                             | Kinderminimusical                                       | Margret Birkenfeld, Jochen Rieger                   | Notenprint des Musicals                                                                            |
| 1997 | Kunterbunte Liederwelt              | Lieder für kleine Leute                                 | Margret Birkenfeld                                  | Farbig illustriert von Hanni Plato                                                                 |
| 1998 | Ja, Gott hat alle Kinder lieb       | Lieder für kleine Leute                                 | Margret Birkenfeld                                  | Sammelband der Notenprints „Mein kunterbuntes Liederbuch“ und „Kunterbunte Lieblingslieder“        |
| 1999 | Aufregung um Mitternacht            | Kinderminimusical                                       | Margret Birkenfeld, Jochen Rieger                   | Notenprint des Musicals                                                                            |
| 2005 | Das Margret Birkenfeld Liederbuch   | Über 100 Kinderlieder!                                  | Margret Birkenfeld                                  | Zusammenstellung aus früheren Notenprints                                                          |
| 2005 | Nimm die Freude mit                 | Kinderlieder zur Weihnachtszeit                         | Margret Birkenfeld                                  | Neuauflage des Notenprints „Seid fröhlich, ihr Kinder“                                             |
| 2006 | Leine los!                          | Neue Kinderlieder von Margret Birkenfeld                | Jochen Rieger                                       | Tribut zum 80. Geburtstag                                                                          |
| 2011 | Glauben und Hoffen                  | Neue und bekannte Lieder für gemischte Chöre            | Margret Birkenfeld, Gisbert Runkel, Gilbrecht Schäl | |
| 2016 | Ja, Gott hat alle Kinder lieb       | Das Margret-Birkenfeld-Liederbuch                       | Margret Birkenfeld                                  | Zum 90. Geburtstag von Margret Birkenfeld                                                          |

## Verlagsarbeit
Zu den Komponisten, Arrangeuren, Produzenten, Chören, Solisten und Instrumentalisten, mit denen Margret Birkenfeld in ihrer Verlagsarbeit zusammenarbeitete, gehören unter anderem: Dirk Schmalenbach, Siegfried Fietz, Doris Loh, die Chöre und Solisten von Wir singen für Jesus, Johannes Haas, Jochen Rieger, Wilfried Reuter, Hans-Werner Scharnowski, Peter van Woerden, Klaus Heizmann, Christiane, Manfred Siebald, Wilfried Mann, Johannes Nitsch, der Jubilate-Chor, Manfred Staiger, Helmut Jost und Jürgen Werth.

## Veröffentlichungen
- Margret Birkenfeld: Lieder- und Lebensgeschichten. Gerth Medien, Asslar 2013, ISBN 978-3-86591-763-8 / Christliche Verlagsgesellschaft, Dillenburg 2013, ISBN 978-3-86353-000-6.